# Most kolejowy w Racławicach Śląskich (1875–1903)
Stary most kolejowy w Racławicach Śląskich – most kolejowy istniejący w latach 1875–1903 w Racławicach Śląskich (wówczas Cesarstwo Niemieckie). Przez most przebiegała linia kolejowa z Racławic Śląskich do Głubczyc. Most został zniszczony podczas powodzi w 1903 roku. W 1904 roku w jego miejscu oddano do użytku nowy most kolejowy nad doliną rzeki.

## Historia
Most kolejowy w Racławicach Śląskich wybudowano w latach 1874–1875 na linii kolejowej z Racławic Śląskich do Głubczyc, w odległości około 1 km od stacji kolejowej w Racławicach Śląskich. Rozciągająca się w tym miejscu rozległa dolina rzeki Osobłogi stanowiła dla konstruktorów linii kolejowej najtrudniejszą przeszkodę. Przez dolinę wzniesiono wysoki nasyp, a w miejscu przepływu Osobłogi wybudowano kamienny most. Most ten miał długość około 60 m, posiadał cztery arkady i trzy środkowe filary, oddalone od siebie o około 12 m. Pod pierwszą arkadą (usytuowaną najbliżej Racławic Śląskich) przepływała Osobłoga, pod drugą i trzecią znajdował się suchy teren, a pod czwartą biegła polna droga. Koryto Osobłogi znajdowało się wówczas w miejscu, w którym obecnie płynie Młynówka (odnoga Osobłogi). Most był gotowy najprawdopodobniej już w 1875 roku, ale na pierwszy pociąg trzeba było poczekać do ukończenia całej linii kolejowej, co nastąpiło 15 sierpnia 1876 roku. Przez most przebiegał jeden tor, ale był on tak skonstruowany, by możliwe było w przyszłości ułożenie na nim drugiego toru.
10 lipca 1903 roku doszło do największej w historii całej okolicy powodzi. Wezbrana woda podmyła filary mostu, wypychając je ku górze, co doprowadziło do zawalenia się całej konstrukcji. Filary były osadzone zbyt płytko, gdyż nie przewidziano, że niewielka Osobłoga może wezbrać na tyle mocno, by doprowadzić do katastrofy. Jeszcze trzy minuty przed przewróceniem się pierwszego filaru przez most przejechał pociąg. Zniszczony most postanowiono odbudować, jednak już w zupełnie innym kształcie. Nowy obiekt był znacznie dłuższy od poprzednika (129 m), wobec czego konieczne było zlikwidowanie fragmentów nasypu. Była to konstrukcja wsparta na dwóch oddalonych od siebie o 85 m filarach. Jej głównym elementem jest długie na 119 m stalowe kratownicowe przęsło. Po powodzi uregulowano także Osobłogę, na której w okolicach mostu wybudowano kaskadę wodną, powstały również wały przeciwpowodziowe. Nowy most oddano do użytku pod koniec 1904 roku.